# Плешаков, Александр Петрович
Александр Петрович Плешаков (род. в 1964 году, Москва) — председатель совета директоров, и основатель авиакомпании «Трансаэро».

## Биография
Родился в 1964 году в Москве.
В 1986 году окончил Московский авиационный институт по специальности инженер-конструктор, после окончания остался в аспирантуре. В 1989 году защитил диссертацию и получил звание кандидата технических наук. Работал на московском машиностроительном заводе «Скорость» (ныне ОКБ имени Яковлева), являлся экспертом Международного коммерческого управления Министерства гражданской авиации СССР.
В 1990 году основал первую негосударственную авиакомпанию «Трансаэро», которая начала летную деятельность в 1991 году. За более чем 20 лет вывел компанию, состоящую из одного самолёта, взятого в аренду, во второго крупнейшего авиаперевозчика Российской Федерации, обладателя самого большого в России, СНГ и Восточной Европе парка дальнемагистральных широкофюзеляжных воздушных судов.
В авиакомпании занимал должности президента и генерального директора, в 2000 году вошел в совет директоров авиакомпании, где занял должность председателя.
С марта 2001 по июнь 2002 года являлся членом Совета Федерации Федерального собрания Российской Федерации от Пензенской области, с февраля 2002 года был заместителем председателя Комитета СФ по международным делам. После ухода из Совета Федераций продолжил работу в авиакомпании «Трансаэро» до момента прекращения её существования в должности председателя совета директоров.
Является автором более 100 научных публикаций по проблематике гражданской авиации и авиационной промышленности, теории и практике работы авиакомпаний.
Женат на Ольге Плешаковой, имеет двух дочерей.
По данным Forbes, после краха авиакомпании «Трансаэро» супруги покинули Россию и обосновались во Франции.

## Семья
Отец — министр радиопромышленности СССР, Герой Социалистического Труда, генерал-полковник Пётр Степанович Плешаков.
Мать — председатель Межгосударственного авиационного комитета Татьяна Григорьевна Анодина
Жена — Ольга Александровна Плешакова, председатель совета директоров Трансаэро.
Две дочери: Татьяна и Наталья.
По данным Forbes, после краха компании «Трансаэро» в 2015 году, вместе с женой покинул Россию и обосновался во Франции.

## Награды
- Орден Почёта (31 октября 2011 года) — за заслуги в развитии гражданской авиации, освоении авиационной техники, высокое профессиональное мастерство и многолетнюю добросовестную работу[9]
- Орден Дружбы (15 апреля 1998 года) — за большой вклад в развитие гражданской авиации[10]
- Медаль «В память 850-летия Москвы»
- Заслуженный работник транспорта Российской Федерации (3 октября 2006 года) — за заслуги в области транспорта и многолетнюю добросовестную работу[11]
- Орден «Курмет» (2004 год, Казахстан) — за большой вклад в укрепление казахстанско-российского сотрудничества[12]